# TI-86

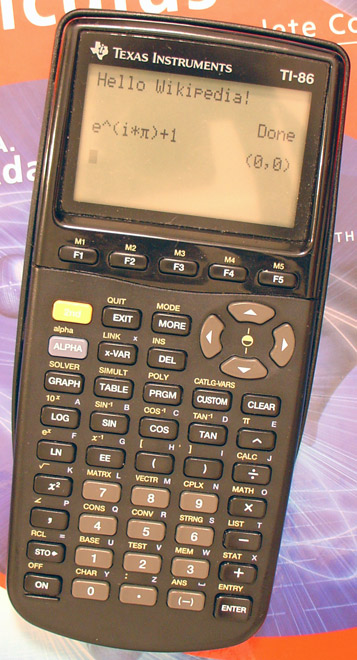
TI-86

Der TI-86 ist ein graphischer Taschenrechner von Texas Instruments. Er ist das Nachfolgermodell des TI-85.
Als Hauptprozessor dient ein Zilog Z80-Prozessor mit 6 MHz Taktfrequenz. Das Gerät hat mit 96 KB RAM mehr als dreimal so viel Speicher wie der TI-85 und verfügt über einen seriellen Link-Port mit 9600 bit/s Übertragungsrate. Das monochrome LC-Display hat eine Auflösung von 128 × 64 Pixel resp. 21 × 8 Zeichen. Das Betriebssystem erlaubt eine Programmierung in TI-Basic und Assemblersprache.